# Oğuzhan Kefkir
Oğuzhan Kefkir (Wuppertal, 1991. augusztus 27. –) török származású német labdarúgó, a Borussia Dortmund II középpályása.